# 레닌그라드 (그룹)
레닌그라드(러시아어: Ленинград)는 러시아 상트페테르부르크의 펑크 록 밴드이다.
총 14명으로 구성되어 있고, 세르게이 슈누로프를 주축으로 1990년대 후반에 탄생하였다. 그 밴드 노래들의 가사가 저속하다는 평을 들었기 때문에 많은 라디오 방송국에서 거절당한 적도 있었다. 슈누로프는 이렇게 말했다. "우리의 노래는 인생의 좋은 쪽에 대해서 이야기한다." 이 밴드는 모스크바 시에서 많은 공연을 거절당해서 시장이 싫어한다는 평을 들었다. 그 이후로 라디오와 TV에서 저속한 단어를 지우고 방송하게 되었다.
레닌그라드는 Toondra가 만든 플래시 애니메이션으로 인기를 끌었다. 그 플래시 중 하나는 "내 이름 쉬누르" «Меня зовут Шнур»를 패러디한 것이다.

## 음반 목록
| 발매 년도 | 원래 제목                            | 번역 제목                       | 기타                                  |
| --------- | ------------------------------------ | ------------------------------- | ------------------------------------- |
| 1999      | Пуля                                 | Bullet                          |                                       |
| 1999      | Мат Без электричества                | Mat without the Electricity     |                                       |
| 2000      | Дачники                              | Cottage People                  |                                       |
| 2001      | Пуля+ (Диск 1)                       | Bullet+ (Disc 1)                |                                       |
| 2001      | Пуля+ (Диск 2)                       | Bullet+ (Disc 2)                |                                       |
| 2001      | Маде Ин Жопа                         | Made in the Ass                 |                                       |
| 2002      | Пираты XXI века                      | Pirates of the 21st Century     |                                       |
| 2002      | Точка                                | Point                           |                                       |
| 2003      | Ленинград уделывает Америку (Диск 1) | Leningrad does America (Disc 1) |                                       |
| 2003      | Ленинград уделывает Америку (Диск 2) | Leningrad does America (Disc 2) |                                       |
| 2003      | Для миллионов                        | For Millions                    | Contains the song "Меня зовут Шнур".  |
| 2004      | Бабаробот                            | Babarobot                       |                                       |
| 2004      | (Не) Полное собрание сочинений       | Collected Works                 |                                       |
| 2005      | Хлеб                                 | Bread                           |                                       |
| 2005      | Хуйня                                | Crap                            | Collaboration with The Tiger Lillies. |

## 멤버
- 세르게이 시누로프 "시누르" (Сергей Шнуров "Шнур") - 작사
- 뱌체슬라프 안토노프 "세비치" (Вячеслав Антонов "Севыч") - 마라카스, 제2보컬
- 알렉산드르 포포프 "푸조" (Александр Попов "Пузо") - 퍼커션, 보컬
- 안드레이 안토넨코 "안토네비치" (Андрей Антоненко "Антоненыч") - 튜바
- 데니스 모진 (Денис Можин) - 음향 엔지니어
- 그리고리 존토프 "존트닉" (Григорий Зонтов "Зонтик") - 색소폰
- 로만 파리진 "슈헤르" (Роман Парыгин "Шухер") - 트럼펫
- 데니스 쿱초프 "카셰이" (Денис Купцов "Кащей") - 드럼
- 안드레이 쿠라예프 "데드" (Андрей Кураев "Дед") - 바스
- 일랴 로가쳅스키 "피아니스트" (Илья Рогачевский "Пианист") - 키보드
- 콘스탄틴 리모노프 "리몬" (Константин Лимонов "Лимон") - 기타
- 블라디슬라프 알렉산드로프 "발디크" (Владислав Александров "Валдик") - 트롬본
- 알렉세이 카네프 "레하" (Алексей Канев "Леха") - 색소폰